# برية بن عمر بن سفينة
برية، اسمه (بُرية بن عمر بن سفينة) وقيل هو إبراهيم ابن عمر بن سفينة، وسفينة هو مولى النبي محمد.
روى بُرية عن أبيه عن جده، وأحاديثه لا يتابعه عليها الثقات.